# ラクラン・フレッチャー
ラクラン・フレッチャー（Lachland Fletcher、生年不詳 - 1869年）は、幕末から明治時代に活躍したイギリスの外交官、通訳、英語教育者。江戸や神奈川（横浜）の英国領事を務めたほか、長崎英語伝習所の教師を務めた。

## 人物・経歴
幕末の長崎に来日。1858年7月29日（安政5年6月19日）に日米修好通商条約が調印されると、翌月の安政5年7月には、長崎奉行・岡部駿河守長常によって、長崎英語伝習所が創設されたが、フレッチャーは、この伝習所の教師を招聘される。そのほか、長崎海軍伝習所で教えていたオランダ海軍将校ウィッヘルス（ウヰッヘルス、ヴィッヘルス、Jhr.H.O.Wichers）、出島に居留していたオランダ人デ・ホーゲル（フォーゲル、L.C.J.A de Vogel）のオランダ人2人も教師に名を連ねた。彼らを含め教員は8人おり、阿蘭陀通詞（蘭通詞）、唐通事、地役人の子弟ら生徒たちに英語を教える。蘭通詞の楢林栄左衛門（栄七郎、高明）および西吉十郎（成度）の2人が頭取を務めた。
1859年6月4日（旧暦5月3日）、初代英国駐日公使ラザフォード・オールコックが長崎に来日し、長崎大浦の妙行寺に英国領事館が開設され、クリストファー・ホジソンが到着が遅れたジョージ・モリソンの代理として英国長崎領事（事務取扱）に就任。
このように長崎においてもイギリスの外交基盤が整備されていく中、フレッチャーは長崎英国領事館員を務めた。
1860年、クリストファー・ホジソンの後任として函館英国領事代理に任命される。
1864年には、英国第20連隊所属の通訳官を務めており、鎌倉事件において清水清次の引き回しから処刑まで同行している。
1868年2月26日、江戸幕府は、神奈川（横浜）および江戸における、英国領事としてフレッチャーの任命を了承する。この時、フレッチャーはイギリス領事館のあった横浜に居住していた。フレッチャーの下で、ウィリアム・ウィリスが江戸及び横浜在勤の副領事を務めたが、当初、1868年1月1日に江戸が開市予定であったが、開市が1年間延期となったため、副領事のウィリスもそれまでイギリス公使館に留まった。
フレッチャーは領事として横浜のみならず江戸をも管轄したことから、江戸が開市されると、ウィリス副領事が江戸に住み、フレッチャー領事の指揮下でウィリスが江戸で執務するという体制が築かれた。